# Lampanyctus festivus
Lampanyctus festivus és una espècie de peix de la família dels mictòfids i de l'ordre dels mictofiformes.

## Morfologia
- Els mascles poden assolir 13,8 cm de longitud total.[2][3]

## Depredadors
És depredat per Stenella attenuata i, a les Illes Açores, per Beryx decadactylus, Beryx splendens i Phycis phycis.

## Hàbitat
És un peix marí i d'aigües profundes que viu entre 40-1.052 m de fondària.

## Distribució geogràfica
Es troba a l'Atlàntic, l'Índic i el Pacífic (Japó, Austràlia, Nova Zelanda i Xile).